# Waltraud Lauer
Waltraud Lauer (* 13. Juni 1926 in Duisburg; † 6. August 2003) war eine deutsche Politikerin und ehemalige Landtagsabgeordnete (SPD).

## Leben und Beruf
Nach dem Besuch der Volksschule und der Handelsschule absolvierte sie eine kaufmännische Ausbildung und war anschließend als Kontoristin, Buchhalterin und Jugendsekretärin beschäftigt.
Mitglied der SPD war Lauer seit dem Jahr 1946. Sie war in zahlreichen Gremien der SPD tätig. Ebenfalls ab 1946 war sie Mitglied der
Arbeiterwohlfahrt und der Sozialistischen Jugend Deutschlands Die Falken.

## Abgeordnete
Vom 28. Mai 1975 bis zum 30. Mai 1990 war Lauer Mitglied des Landtags des Landes Nordrhein-Westfalen. Sie wurde jeweils in den Wahlkreisen 074 Duisburg III bzw. 069 Duisburg IV direkt gewählt.
Dem Stadtrat der Stadt Duisburg gehörte sie in den Jahren 1961 bis 1974 an. Von 1971 bis 1974 war sie Mitglied der Landschaftsversammlung des Landschaftsverbandes Westfalen-Lippe.

## Ehrungen
Lauer wurde am 13. Mai 1992 mit dem Verdienstorden des Landes Nordrhein-Westfalen ausgezeichnet.